# Арлінгтон (Канзас)
Арлінгтон (англ. Arlington) — місто (англ. city) в США, в окрузі Ріно штату Канзас. Населення — 435 осіб (2020).

## Географія
Арлінгтон розташований за координатами 37°53′46″ пн. ш. 98°10′37″ зх. д. / 37.89611° пн. ш. 98.17694° зх. д. (37.896086, -98.176967).  За даними Бюро перепису населення США в 2010 році місто мало площу 2,77 км², уся площа — суходіл. В 2017 році площа становила 3,19 км², уся площа — суходіл.

## Демографія
Згідно з переписом 2010 року, у місті мешкали 473 особи в 200 домогосподарствах у складі 124 родин. Густота населення становила 171 особа/км².  Було 231 помешкання (83/км²).
Расовий склад населення:
| - 98,3 % — білих - 0,6 % — чорних або афроамериканців - 0,2 % — корінних американців |

До двох чи більше рас належало 0,8 %. Частка іспаномовних становила 1,3 % від усіх жителів.
За віковим діапазоном населення розподілялося таким чином: 26,6 % — особи молодші 18 років, 55,9 % — особи у віці 18—64 років, 17,5 % — особи у віці 65 років та старші. Медіана віку мешканця становила 37,4 року. На 100 осіб жіночої статі у місті припадало 100,4 чоловіків;  на 100 жінок у віці від 18 років та старших — 96,0 чоловіків також старших 18 років.
Середній дохід на одне домашнє господарство  становив 45 200 доларів США (медіана — 37 313), а середній дохід на одну сім'ю — 50 869 доларів (медіана — 36 583). Медіана доходів становила 35 536 доларів для чоловіків та 35 893 долари для жінок. За межею бідності перебувало 21,6 % осіб, у тому числі 46,1 % дітей у віці до 18 років та 14,0 % осіб у віці 65 років та старших.
Цивільне працевлаштоване населення становило 239 осіб. Основні галузі зайнятості: освіта, охорона здоров'я та соціальна допомога — 18,0 %, науковці, спеціалісти, менеджери — 13,4 %, виробництво — 12,1 %, сільське господарство, лісництво, риболовля — 11,3 %.